# Науру на Светском првенству у атлетици у дворани 2018.
Науру је седми пут учествовао на Светском првенству у атлетици у дворани 2018. одржаном у Бирмингему од 1. до 4. марта. Репрезентацију Науруа представљао је један атлетичар, који се такмичио у трци на 60 метара.,
На овом првенству такмичар Науруе није освојио ниједну медаљу али је оборио национални и лични рекорд.

## Учесници
Мушкарци:
- Џона Харис — 60 м

## Резултати

### Мушкарци
| Атлетичар  | Дисциплина | Лични рекорд | Квалификација      | Квалификација | Полуфинале           | Полуфинале           | Финале               | Финале       | Детаљи |
| Атлетичар  | Дисциплина | Лични рекорд | Резултат           | Место         | Резултат             | Место                | Резултат             | Место        | Детаљи |
| ---------- | ---------- | ------------ | ------------------ | ------------- | -------------------- | -------------------- | -------------------- | ------------ | ------ |
| Џона Харис | 60 м       | 7,15 о       | 7,03 (.027) НР, ЛР | 4. у гр. 1    | Није се квалификовао | Није се квалификовао | Није се квалификовао | 37 / 49 (52) |        |